# Association de fait
Pour les articles homonymes, voir association.
Une association de fait (ou non déclarée) résulte d'une convention passée entre membres d'un groupe formé de deux personnes ou plus qui décident d'associer leurs efforts, sans pour autant choisir de se déclarer selon les statuts réglementaires propres à chaque pays.
Une association de fait est une forme possible d'association. N'étant pas déclarée, elle n'a pas de personnalité juridique. Cependant, le comportement de ses membres permet de penser qu'ils agissent en association.
Les associations de fait sont parfaitement légales mais jouissent selon les pays de droits et possibilités juridiques souvent moindres que les associations déclarées selon une forme juridique.

## En France
Le cas particulier d'association de droit local alsacien-mosellan, en Alsace-Moselle, est lié à la période dans l'Empire allemand de ces territoires (trois départements), avant 1918.
Dans le cas général, l'association de fait (ou non déclarée) permet de former un groupe sans accomplir les formalités de déclaration. 
Elle est permise par l'article 2 de la loi de 1901 : elle n'a pas de capacité juridique, en particulier ne peut percevoir de subvention publique. 
Elle peut cependant engager devant le juge administratif des recours pour excès de pouvoir pour contester la légalité des actes administratifs faisant grief aux intérêts qu'elle a pour mission de défendre.
Plusieurs congrégations religieuses, comme la congrégation de Solesmes, sont des associations de fait, en raison de la difficulté de leur reconnaissance par l'État.

## En Belgique
En Belgique, une association de fait, par opposition à une ASBL, n'a pas de personnalité juridique. Elle ne peut donc posséder de biens ni conclure de contrat.